# سپرماهیان
سپرماهیان (نام علمی: Scophthalmidae) نام یک تیره از راسته کفشک‌ماهی است.